# Đào Văn Hổ
Đào Văn Hổ: một tướng lĩnh cao cấp của phong trào Tây Sơn

## Hành trạng
Đào Văn Hổ tham gia phong trào Tây Sơn từ sớm, dưới trướng của Tây Sơn vương Nguyễn Văn Nhạc. Khi Nguyễn Văn Nhạc xưng đế, niên hiệu Thái Đức, ông được phong chức Đô đốc, trấn thủ Bình Thuận. Theo sách Nhà Tây Sơn của Quách Tấn, Quách Giao thì trấn thủ Bình Thuận là Đại Đô đốc Lê Văn Hưng. Tuy nhiên sau cuộc chiến Quảng Nam thì không rõ Lê Văn Hưng ở lại với Thái Đức hay về Phú Xuân với Nguyễn Văn Huệ. Ở đây căn cứ theo Đại Nam Thực Lục thì thấy:
Tháng 4 năm 1790, Sai chưởng Tiền quân Lê Văn Quân lãnh quân thủy quân bộ hơn 6.000 người tiến lấy Bình Thuận. Đầu là Quân từ Bà Rịa vào yết kiến, chủ trì bàn việc xuất quân. Nguyễn Bảo Trí và Tống Phước Đạm đều phụ theo. Chỉ có Nguyễn Văn Thành cho rằng đất Gia Định mới khôi phục, dân tâm chưa bền chắc, phòng thủ chưa chu đáo, mà Bình Thuận là nơi tứ chiến, lấy được tuy dễ mà giữ được rất khó, không bằng ta nuôi oai chứa sức để đợi thời cơ mới là kế hay vạn toàn. Cuối cùng, vua theo lời bàn của Quân, bèn sai Tiên phong dinh Võ Tánh đem binh thuyền sở bộ đi trước, Nguyễn Văn Thành làm phó, theo sự tiết chế của Quân. Lại lấy Hàn lâm Chiêu (không rõ họ) làm Khâm sai tán lý, giữ quân chính, hiệp đồng điều bát tướng sĩ Tiền quân. 
Quân ta tiến đánh được Phan Rí. Lê Văn Quân mới đến, khiến Nguyễn Văn Thành đem quân tiến trước đến Húc Trâm (tên đất) để chặn đường giặc chạy, rồi cùng Võ Tánh chia đường đánh giặc. Đô đốc giặc là Đào Văn Hổ rút lui. Thành đón đánh được, bèn thu phục được Bình Thuận. (ĐNTL, Tập 1, tr 266-267).
Sau đấy Lê Văn Quân hạm lập công, tiến binh lấy Diên Khánh những Võ Tánh và Nguyễn Văn Thành không chịu giúp. Các tướng Tây Sơn ở Quy Nhơn là Đô đốc Hồ Văn Tự, Nguyễn Công Thái và Tham tán Từ Văn Tú đem thêm binh đến tiếp viện. Các tướng Tây Sơn ở Diên Khánh, Bình Thuận, quay lại phản công. Lê Văn Quân bại trận, tướng sĩ tử thương rất nhiều. Sau đấy Lê Văn Quân hổ thẹn, uất hận tự vẫn.
Năm 1793, Nguyễn Phúc Ánh tiến binh đánh Quy Nhơn. Thái tử Nguyễn Văn Bảo cùng các tướng xuất quân chống cự nhưng liên tiếp bại trận.
Tháng 6, Võ Tánh đánh vỡ quân giặc ở cầu Tân Hội. Giặc lui về Úc Sơn, giữ chỗ hiểm đặt quân phòng thủ. Quân ta tiến đến cánh đồng Bình Thịnh. Giặc Nguyễn Văn Nhạc sai con là Nguyễn Văn Bảo (ngụy xưng là Tiểu triều) đem quân tinh nhuệ và voi đực ra thành đánh. Quân ta đánh cho chạy. Vừa gặp bộ binh của bọn Tôn Thất Hội theo hai đường Hà Nha và Cù Mông kéo đến. Giặc Nguyễn Văn Bảo bèn đặt liền đồn trại từ Thổ Sơn đến úc Sơn để chống quân ta. Vua mật bảo Tôn Thất Hội ở gò Phú Quý, dùng dân phụ cận gỡ gai chặt cây giả cách làm đường sạn đạo, rồi đến đêm cùng Nguyễn Văn Thành dẫn quân ngậm tăm ngầm vượt Kỳ Sơn, họp với đạo quân Võ Tánh để đánh úp sau lưng giặc. Giặc đương lúc chẳng ngờ, quân và voi tán loạn, giày xéo lẫn nhau, chết không xiết kể. Lại sai Vũ Văn Lượng đem quân Tả chi đánh vào trước bảo úc Sơn, phóng lửa đốt trại lán. Thuộc nội cai đội Lê Văn Duyệt đem quân sở thuộc lên núi xông đánh. Giặc thua chạy. Ta bắt được súng ống khí giới rất nhiều. Nguyễn Văn Bảo cùng tướng giặc là bọn đô đốc Đào Văn Hổ lui về thành Quy Nhơn. Các bảo giặc ở Phú Trung, Tân An, Lam Kiều, Thạch Yển đều về ta cả, do đó quân ta thủy bộ thông nhau. (ĐNTL, Tập 1, tr 305).
Vòng vây quân Nam triều khép chặt quanh thành Quy Nhơn. Lúc này Đô đốc Nguyễn Công Thái cùng các tướng ở Quảng Ngãi đã ra hàng, Thái Đức sai các tướng đóng trại ngoài thành để làm thế ỷ dốc.
Sai các đạo quân Tôn Thất Hội, Võ Tánh, Nguyễn Hoàng Đức, Nguyễn Văn Thành tiến sát đến ngoài thành Quy Nhơn, dăng Trại để vây. Giặc Nguyễn Văn Nhạc sai bọn đô đốc Đào Văn Hổ đóng đồn ở các xứ Dê Phụ, Ngạc Trì, Tam Tháp để cùng ta chống cự.(ĐNTL, Tập 1, tr 306).
Vua lại đem quân về cửa biển Thị Nại, rồi đến cầu Thạch Yển hạ lệnh cho quân các đạo dùng hỏa xa đại bác(1) đánh thành Quy Nhơn. Quân giặc trong thành ấy còn hơn 10.000 người, Nguyễn Văn Nhạc cố chết giữ, đánh mãi không hạ được thành. Quân ta lại đánh bảo Dê Phụ, bắt được đô đốc giặc là Đào Văn Hổ, các tướng hiệu đều hàng. Quân giặc ở Ngạc Trì nghe tin sợ chạy. Trong thành chỉ còn một bảo Tam Tháp mà thôi. (Hổ sau nhân sơ hở lẩn trốn, sau bắt được giết). (ĐNTL, Tập 1, tr 307).
Sau này, Thái Đức phải cầu viện Cảnh Thịnh Hoàng đế Nguyễn Quang Toản để giải vây.

## Nhận định
Đào Văn Hổ là một tướng lĩnh trụ cột tâm phúc của Thái Đức Hoàng đế Nguyễn Văn Nhạc như các tướng Đại Đô đốc Nguyễn Văn Duệ, Nguyễn Văn Toàn, Lê Văn Hưng, Hồ Văn Tự, Vũ Đình Giai, Đoàn Văn Cát, Nguyễn Văn Thiệu, Tham tán Từ Văn Chiêu, Tham đốc Phạm Văn Điềm. Ông tận trung đến chết, khác trường hợp Đô đốc Nguyễn Công Thái hàng Nam triều, Đại Đô đốc Nguyễn Văn Duệ chết trong nội biến Tây Sơn.

## Nghi vấn
Đại Nam Thực Lục ghi chức của ông là Đô đốc. Tuy nhiên như trường hợp của Nguyễn Công Thái,có nơi ghi Đô đốc, có nơi ghi là Đại Đô đốc. Với chức vụ và ảnh hưởng trong các trận đánh lớn, chức của ông phải là Đại Đô đốc.
Có một hay 2 Đào Văn Hổ? Đến năm 1802, khi Nguyễn Phúc Ánh đánh lấy Bắc Hà, có Đô đốc Đào Văn Hổ ra xin hàng. Không rõ có hai người cùng tên Đào Văn Hổ hay chỉ là một người. Tuy nhiên, đoạn văn trích dẫn ở trên có ghi là sau bắt được giết, khả năng là 2 người khác nhau.